# Bonne-Espérance (Québec)
Pour les articles homonymes, voir Bonne-Espérance.
Bonne-Espérance est une municipalité du Québec située dans la MRC du Golfe-du-Saint-Laurent sur la Côte-Nord. Bonne-Espérance est la municipalité québécoise avec la plus forte proportion d'anglophones de toute la province. En effet, selon le recensement de 2021, 97,8% des résidents de Bonne-Espérance ont l'anglais comme langue maternelle.

## Toponymie
Le nom de la municipalité fait référence à la vertu théologale de l'espérance. Son origine remonte au respect accordé à Notre-Dame de Bonne-Espérance. Dans la même famille étymologique, il y a aussi l'Abbaye de Bonne-Espérance et le Cap de Bonne-Espérance.

## Histoire
En 1534, Jacques Cartier fit de ce lieu une escale de ravitaillement pour ses équipages de navire. Les mots « Ancien établissement » qu'on trouve sur la carte de Nicolas Bellin en 1744, indiqueraient que « Vieux-Fort » est l'ancien site de « Brest », fréquenté notamment par des pêcheurs français au tournant du XVIe siècle et indiqué sur les cartes de Desliens, Vallard et Mercator peu après.
Le 17 octobre 1702, l'officier des troupes de marine, Augustin Le Gardeur de Courtemanche, obtenait du gouverneur de la Nouvelle-France, le sieur Louis-Hector de Callière et de l’intendant des armées navales, le sieur François de Beauharnois de La Chaussaye une concession au Labrador pour une durée de dix ans située sur la baie de Brador, sur la côte orientale de la baie du même nom, à 7 kilomètres au nord du village de Blanc-Sablon en bordure du détroit de Belle-Isle. Il obtint le privilège de la pêche à la morue et de la baleine.
En 1704, Augustin Le Gardeur de Courtemanche, devenu propriétaire foncier de la Basse-Côte-Nord de Vieux-Fort jusqu'au delà de Blanc-Sablon à l'Est, érigea avec l'aide de son beau-fils François Martel de Brouague, le Fort Pontchartrain dans la baie de Phélypeaux devenue la baie de Brador.
Cette municipalité a été constituée le 1er janvier 1990. 

## Géographie
La municipalité s'étend le long de la baie du Vieux-Fort qui donne sur le golfe du Saint-Laurent et le détroit de Belle-Isle.
Sa superficie est de 721,28 km2.
Elle regroupe notamment les villages Rivière-Saint-Paul et de Vieux-Fort. 

## Démographie
Les données de Statistique Canada sur les langues officielles d'août 2023 démontre que Bonne-Espérance est la ville de 500 habitants et plus la plus anglophone du Québec, puisque la totalité de la population peut tenir une conversation en anglais.
| 1991 | 1996 | 2001 | 2006 | 2011 | 2016 | 2021 |
| ---- | ---- | ---- | ---- | ---- | ---- | ---- |
| 896  | 906  | 852  | 834  | 732  | 681  | 692  |

## Politique
La division de recensement est Minganie–Le Golfe-du-Saint-Laurent. La circonscription électorale du Québec est Duplessis. Les dernières élections à la mairie de Bonne-Espérance ont eu lieu en 2017. Le maire Roderick Fequet succède à Lionel Roberts.

## Administration
Les élections municipales se font en bloc pour le maire et les six conseillers.
| Bonne-Espérance Maires depuis 2002                                                                                   |                      |         |          |
| Élection | Maire                | Qualité | Résultat |
| 2002 | Lionel Roberts       |         | Voir     |
| 2005 | Lionel Roberts       | Voir    |          |
| 2009 | Bryce Douglas Fequet |         | Voir     |
| 2013 | Lionel Roberts (2)   |         | Voir     |
| 2017 | Roderick Fequet      |         | Voir     |
| 2021 | Dale Roberts-Keats   |         | Voir     |
| Élection partielle en italique Depuis 2005, les élections sont simultanées dans toutes les municipalités québécoises |                      |         |          |

## Infrastructures
Un réseau d'aqueduc a été installé en 2010 permettant d'alimenter les 460 résidents du secteur Rivière-Saint-Paul.

## Éducation
La Commission scolaire du Littoral administre l'École Mountain-Ridge (anglophone) à Vieux-Fort.